# Sonny Dunham
Sonny Dunham (Brockton, 1914. november 16. – Miami, 1990. július 9.) amerikai trombitás, zenekarvezető.

## Pályakép
Sonny Dunham (Elmer Lewis Dunham) hét évesen kezdett harsonán játszani. A nővére, Louise Dunham hivatásos szaxofonos volt.
Kezdetben Dunham helyi zenekarokkal lépett fel. 1929-től és 1931-ig Paul Tremaine zenekarának tagja volt, ahol hangszerelőként és zenekari énekesként is dolgozott. Később a harsonát trombitára cserélte. 1937 elején megalapította első zenekarát Sonny Lee and the New York Yankees néven, amelyet 1937 novemberében feloszlatott. Ezután Glen Gray Casa Loma zenekarában játszott.
Dunham három hónapot töltött Európában, 1937 végén újra a Casa Loma Zenekarban volt. Az 1640-es években a Sonny Dunham & His Orchestra nevű zenekara volt.
Az '50-es évek elején rövid pihenőt tartott a zenekarvezetésben. Bernie Mann és Tommy Dorsey mellett játszott.
Későbbi zenekarvezetői vállalkozásai a '60-as évekre szinte teljesen Floridára összpontosultak. Ekkor Dunham már szinte kizárólag harsonán játszott. Utolsó felvételeit 1974-ben készítette (addigra már mintegy 150-160 felvétele volt).

## Albumok
- 1973:  Greatest Hits − Glen Gray & The Casa Loma Orchestra, Kenny Sargent, Sonny Dunham, Murray McEachern, Pee Wee Hunt (LP)
- 1974: One Night Stand With Sonny Dunham (LP)
- 1978: One Night Stand with Sonny Dunham At The Hotel New Yorker (LP)
- 2006: Teddy Powell and Sonny Dunham – Live 1942-43 (CD, Album)
- ??? The Golden Era Of Jazz – Vol.2 (7", EP)

## Filmek
- Sonny Dunham az IMDb-n